# Linia kolejowa nr 297
Linia kolejowa nr 297 – niezelektryfikowana, drugorzędna linia kolejowa łącząca stacje Nowy Świętów oraz Głuchołazy Zdrój. Jest to linia jednotorowa o szerokości torów 1435 mm. Linia na całym odcinku jest położona na terenie województwa opolskiego.

## Historia
- 5 listopada 1875 roku – otwarcie linii na odcinku Nowy Świętów - Głuchołazy,
- 1 maja 1914 roku – otwarcie odcinka Głuchołazy – Głuchołazy Zdrój,
- 12 sierpnia 2000 roku – zamknięcie linii dla ruchu towarowego,
- 1 sierpnia 2004 roku – zamknięcie linii dla ruchu osobowego,
- 26 stycznia 2007 roku – ponowne otwarcie linii dla ruchu osobowego na odcinku Nowy Świętów – Głuchołazy,
- 2014 rok - przywrócenie połączeń do stacji Głuchołazy Miasto.